# Marianne Höök
Marianne Höök Bergström, under en tid Höök-Nilsson, ogift Calonius, född 31 oktober 1918 i Västerås, död 17 april 1970 i Stockholm, var en svensk journalist, författare och översättare.

## Biografi
Marianne Höök var dotter till civilingenjören Henry (Harry) Calonius (1888–1972) och sjukgymnasten Ragnhild Calonius, född Olsson Gylner (1891–1919).
Marianne Höök, som blev moderlös under sitt första levnadsår då modern begick självmord, växte upp i Sunne hos sina morföräldrar Carl Mauritz och Nancy Olsson och hos fadern i Västerås. Hon gick ut flickskola i Västerås. Vid 20 års ålder gifte hon sig med Höök-Nilsson och bodde under några år i Karlsborg.
Från 1946 arbetade hon som journalist i Stockholm, först på Vecko-Journalen, senare på Svenska Dagbladet och på Aftonbladet. Marianne Höök medarbetade också på bland annat i tidskrifterna Vi och Industria och i Sveriges Radio och Sveriges Television. Hon skrev huvudsakligen korta stycken ("spalter", kåserier, betraktelser och filmrecensioner), men publicerade också den första Ingmar Bergman-biografin.
Marianne Höök var 1938–1947 gift med flygofficeren Håkan Höök-Nilsson (1908–1976), 1947–1956 med filmregissören Torgny Wickman (1911–1997) och från 1961 med diplomaten Dick Hichens-Bergström (1913–1989). Hon hade två barn i första äktenskapet, nämligen neurologen och konstnären Charlotte Sachs (född 1939) och journalisten Peter Höök (född 1943).
Hon är begraven på Sunne kyrkogård.